# Deutz F1M 414
Der Deutz F1M 414 ist ein wassergekühlter Schlepper, der von Klöckner-Humboldt-Deutz zwischen 1936 und 1951 mit Unterbrechung in den letzten Kriegsjahren gebaut wurde. Mit diesem Modell war es auch kleineren Landwirtschaftsbetrieben möglich, ihren Hof zu mechanisieren. Der F1M 414, der auch Bauernschlepper oder Elfer genannt wird, wurde ein Verkaufserfolg. Bis zum Produktionsende verkaufte Deutz mehr als 20.000 Stück von diesem Modell. 
Bei einem in Deutschland vergleichsweise niedrigen Grundpreis von 2.300 Reichsmark war der relativ leichte und besonders kompakte und wendige Traktor bereits serienmäßig mit Mähwerkantrieb und Riemenscheibe ausgerüstet. Gegen Aufpreis war er mit einem 4½-Fuß-Mähbalken, einer Zapfwelle sowie – als Traktionshilfe für die Hinterräder – Klappgreifer sowie mit elektrischer Anlage und einer Fahrzeugbeleuchtung erhältlich. 
Auf der Basis des F1M 414 wurde das Nachfolgemodell F1L 514/50 entwickelt. Es hatte ein ähnliches Leistungs- und Konzeptionsprofil, besitzt jedoch einen luftgekühlten 1-Zylinder-Dieselmotor mit einer Leistung von 15 PS.

## Modellhistorie

### 3-Gang-Modell
Deutz nahm 1936 die Produktion des F1M 414 auf. Er war mit einem 1-Zylinder-Dieselmotor mit 11 PS (Hubraum: 1100 cm³) und Wasser-Umlaufkühlung und Dreiganggetriebe mit Rückwärtsgang ausgestattet; Eigengewicht: 1180 kg, Länge: 2,28 m, Breite: 1,53 m, Radstand: 1,43 m, Wenderadius (mit Lenkbremse, die es erst ab 1947 gab): 2,45 m (ohne Lenkbremse: 3,30 m), Anhängelast: max. 8 Tonnen. Er hatte eine Riemenscheibe zum Treibriemenantrieb einer Vielzahl von Zusatzgeräten (wie Großmahlwerk, Dreschmaschine, Windfege, Ballenpresse, Heu- und Erntegutförderer, Feldhäcksler (Ernteguthäcksler), Steinbrecher, (Brennholz)-Kreissäge, Kegelspalter, Wasserpumpe, Werkstattmaschinen usw.). Damit war es erstmals einer größeren Zahl von Bauern auch mit kleineren Landwirtschaftsbetrieben möglich, am Umbruch der Mechanisierung der Landwirtschaft teilzuhaben und viele zeit- und arbeitsintensive, sehr anstrengende Tätigkeiten mit maschineller Unterstützung leichter und effizienter und mit weniger menschlichen Arbeitskräften zu erledigen.
Folgende Merkmale kennzeichnen das 3-Gang Modell:
- Vorderräder sind mit sechs Schrauben befestigt
- kleiner Zentralkreis in den Hinterrädern, da noch keine Hinterradbremse
- schlanker Luftfilter und Lenkrad sehr dicht über dem Tank
- massiver Gussseitendeckel, nur bis 1940, danach Blechprägeteil[1]
- Tankstutzen bis 1941 in der Mitte des Tanks, danach seitlich[2][3]

Zunächst gab es im Grundmodell nur einen Handbremshebel, der auf das Getriebe wirkte, und ein Dreiganggetriebe, das eine Höchstgeschwindigkeit von 8 km/h ermöglichte. 1936 war die Ausführung der Kühlermaske sehr massiv und dreigeteilt mit dem Schriftzug „Deutz“ auf einer Aluminiumplakette. Ab 1937/38 wurde die Maske gestanzt, behielt jedoch die separate Deutz-Plakette.
Durch den Krieg ruhte die Produktion des F1M 414 von 1943 bis 1946.

### 4-Gang-Modell

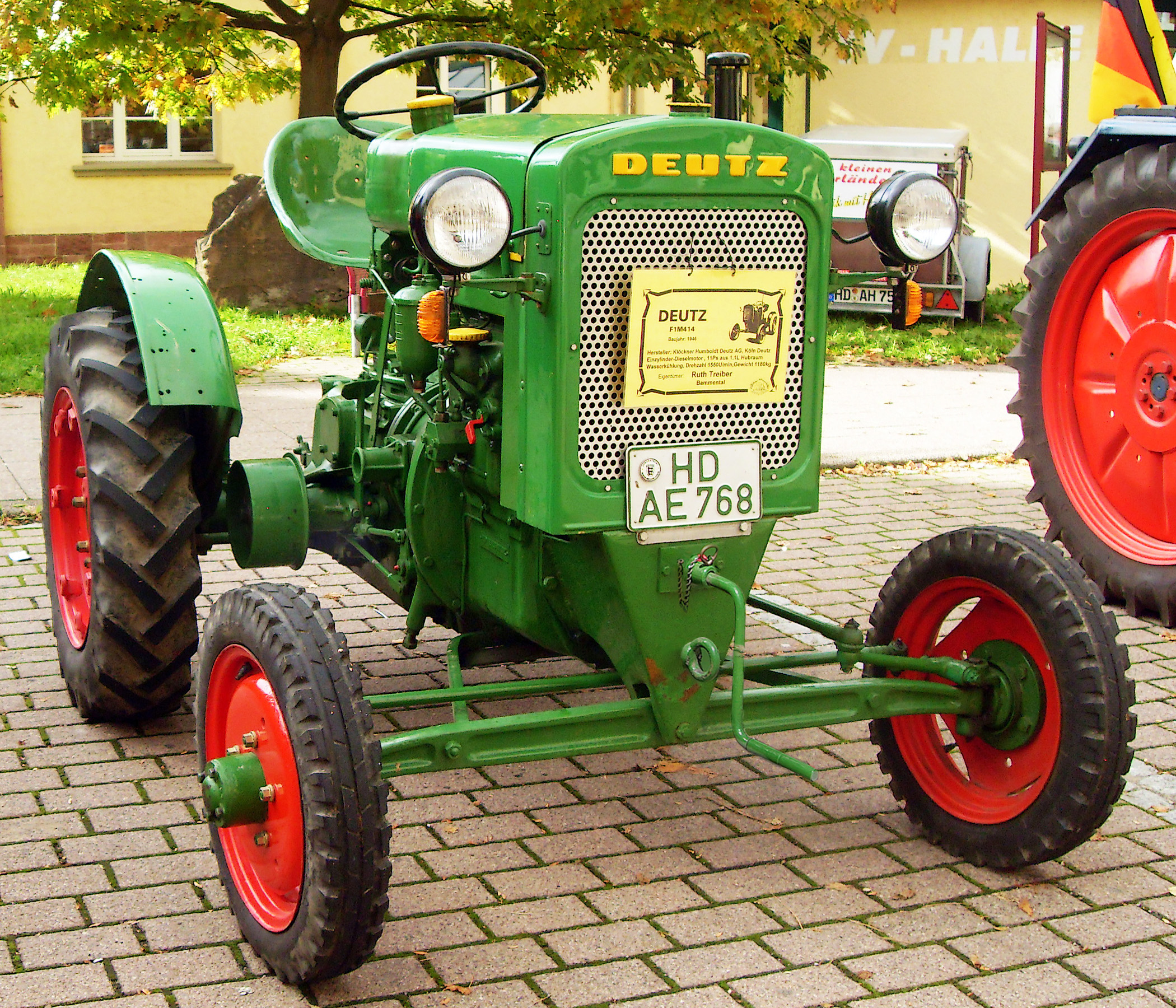
Deutz F1M 414/46, Baujahr 1946

Nach dem Krieg wurde ab 1946 die Produktion unter der Bezeichnung F1M 414/46 wieder aufgenommen. Der Schlepper erhielt nun ein Vierganggetriebe und eine zusätzliche Hinterradbremse mit Bremspedal. Die Höchstgeschwindigkeit konnte durch das geänderte Getriebe auf 15 km/h gesteigert werden. 1947 bekam der kleine Deutz serienmäßig ein zweites Bremspedal und hatte dadurch auch eine Lenkbremse. Mit ihrer Hilfe konnte ein einzelnes Hinterrad abgebremst werden, um den Traktor mit möglichst kleinem Radius zu wenden. Die Motorleistung wurde 1950 auf 12 PS angehoben.
Mit der Wiederaufnahme der Produktion änderte sich die Kühlermaske erneut. Sie wurde wieder gestanzt, hatte aber nur das auch am Motorblock befestigte „Klöckner Humboldt Deutz“-Schild aufgenietet. Ab 1947 wurde der Name „Deutz“ in den oberen Rand der Kühlermaske eingeprägt.
Ab 1949 konnte der F1M 414 auf Wunsch auch als Plantagenversion bestellt werden (F1M 414P). Er zeichnete sich durch eine geringere Breite von 1125 mm gegenüber den 1530 mm der Normalausführung aus. Auch seine Produktion endete 1951.

## Verkaufszahlen
Insgesamt wurden vom F1M 414 zwischen 1936 und 1951 über 20.000 Stück gebaut (alle Modelle einschließlich F1M 414P). 10.340 Stück entfielen dabei auf das 3-Gang-Modell und 8.990 auf das 4-Gang-Modell (ohne Plantagenversion).